# Cal Sastre (Vallcebre)
Cal Sastre és una masia del municipi de Vallcebre. Està situada a una alçada de 1.165 msnm. Forma part de l'Inventari del Patrimoni Arquitectònic de Catalunya.